# علامة الأربعة
علامة الأربعة (بالإنجليزية: The Sign of the Four)‏ رواية من تأليف آرثر كونان دويل نشرت عام 1890 وهي ثاني رواية تظهر فيها شخصية شارلوك هولمز. في هذه الرواية المثيرة في أدب التحري، يتمكن شارلوك هولمز والدكتور واطسون من حل لغز استعصى على قسم الشرطة. تبدأ الرواية بوصف شارلوك هولمز وهو يأخذ حقن الكوكايين، مما يثير استياء الدكتور واطسون واعتراضه على إدمان هولمز. ومع ذلك، يدافع هولمز عن تصرفه، مدعيًا أن ذلك يزيل ملله ويحفز ذكاءه. للمرة الأولى يظهر هولمز وهو يتعاطى المخدرات ويبرر ذلك.

## تاريخ النشر
في 30 أغسطس 1889، تناول السير آرثر كونان دويل العشاء في فندق لانغهام بلندن مع جوزيف مارشال ستودارت (Joseph Marshall Stoddart)، المحرر الإداري لمجلة ليبنكوتس الشهرية الأمريكية (Lippincott's Monthly Magazine). خلال هذا العشاء، الذي حضره أيضًا أوسكار وايلد، الذي ساهم لاحقًا برواية صورة دوريان غراي في عدد يوليو 1890، طُلب من دويل كتابة قصة للمجلة. تحدث دويل عن هذا "المساء الذهبي" في سيرته الذاتية ذكريات ومغامرات (Memories and Adventures) الصادرة عام 1924. 
ظهرت الرواية لأول مرة تحت عنوان علامة الأربعة؛ أو مشكلة عائلة شولتو (The Sign of the Four; or The Problem of the Sholtos) في عدد فبراير 1890 من مجلة ليبنكوتس الشهرية في لندن وفيلادلفيا. بيع العدد البريطاني بشلن واحد، بينما بيع الأمريكي بـ25 سنتًا، وأصبحت النسخ الباقية ذات قيمة تقدر بآلاف الدولارات الآن.  
في الأشهر التالية من نفس العام، أُعيد نشر الرواية في عدة مجلات إقليمية بريطانية بعنوان علامة الأربعة The Sign of Four. وفي أكتوبر 1890، نُشرت الرواية في شكل كتاب بواسطة دار النشر سبنسر بلاكيت (Spencer Blackett) تحت نفس العنوان. تميزت هذه الطبعة بصفحة عنوان مرسومة من قِبل تشارلز هـ. إم. كير (Charles H. M. Kerr). لاحقًا، أُزيلت كلمة "الـ the" الثانية من العنوان في الطبعات البريطانية والأمريكية. 
نُشرت نسخة ألمانية للرواية عام 1902 برسومات من ريتشارد غوتشميدت Richard Gutschmidt، كما أصدرت دار جورج نيونز George Newnes Ltd نسخة عام 1903 برسوم من ف. هـ. تاونسند F. H. Townsend. 
على مر السنوات، اختلفت الطبعات في استخدام العنوان بين الصيغتين المكونتين من أربعة أو خمسة كلمات، مع ميل معظم الإصدارات للصيغة الأقصر. لكن النص الأصلي للرواية غالبًا ما يستخدم "علامة الأربعة the Sign of the Four " (الصيغة الأطول) عند الإشارة إلى الرمز في القصة، بينما يظهر العنوان الأقصر مرتين فقط في حكاية جوناثان سمول في نهاية الرواية.

وكما هو الحال مع القصة الأولى دراسة في اللون القرمزي التي نُشرت قبل عامين، لم تحقق علامة الأربعة نجاحًا كبيرًا عند إصدارها. لكن قصص شيرلوك هولمز القصيرة التي بدأت تُنشر في مجلة ستراند عام 1891 هي التي جعلت المحقق الشهير ومؤلفه أسماءً معروفة عالميًا.
إذا استبعدتَ جميع العوامل الأخرى، ستجِد المُتبقِّي هو الحقيقة.

## الحبكة
تدور أحداث الرواية في عام 1888. تملك الرواية حبكة معقدة تتضمن الخدمة في الهند، والثورة الهندية لعام 1857، وكنزًا مسروقًا، واتفاقًا سريًا بين أربعة مدانين واثنين من حراس السجن الفاسدين، وتعاطي المحقق المخدرات وإضفاء الطابع الإنساني عليه بطريقة لم تُستخدم في الرواية السابقة دراسة في اللون القرمزي (1887). تقدم الرواية أيضًا زوجة الدكتور واتسون المستقبلية والتي تُدعى ماري مورستان Mary Watson.
قالت ماري في ديسمبر عام 1878 إن والدها بلغها فور عودته سالمًا من الهند، وطلب منها مقابلته في فندق لانغهام في لندن. وصلت ماري إلى الفندق حيث قيل لها إن والدها خرج في الليلة السابقة ولم يعد. لم يُعثر على أي أثر له رغم كل الجهود التي بُذلت خلال البحث. اتصلت ماري بصديق والدها الوحيد الذي كان في نفس الفوج وتقاعد منذ ذلك الحين وانتقل إلى إنجلترا، وهو الرائد جون شولتو، لكنه نفى معرفته بعودة والدها. بدأ اللغز الثاني بتلقيها ست لآلئ في البريد من متبرع مجهول واستلمتها واحدة تلو الأخرى بدءًا من عام 1882 بعد إجابتها على استفسار من صحيفة مجهولة تستفسر عنها. تلقت مع آخر لؤلؤة استلمتها رسالةً توضح تعرضها للظلم مع طلب للقائها. يتولى هولمز القضية وسرعان ما يكتشف أن الرائد شولتو توفي في عام 1882 وربط ذلك باستلام ماري للآلئ بعد فترة قصيرة من وفاته. كان الدليل الوحيد الذي تستطيع ماري تقديمه لهولمز هو خريطة للقلعة الموجودة في مكتب والدها مع أسماء مثل جوناثان سمول، وماهوميت سينغ، وعبد الله خان، ودوست أكبر.
يلتقي هولمز وواتسون ووماري مع ثاديوس شولتو ابن الرائد الراحل شولتو والمرسل المجهول للؤلؤ. يؤكد ثاديوس رؤية الرائد والدَ ماري في الليلة التي مات فيها، وأنهم رتبوا اجتماعًا لتقسيم كنز لا يقدر بثمن أحضره شولتو من الهند. تعرض الكابتن مورستان ذو الصحة السيئة لأزمة قلبية في أثناء تشاجره على الكنز. تخلص شولتو من الجثة وأخفى الكنز كي لا يلفت الانتباه إلى موضوع المشاجرة وأيضًا بسبب شعوره بالقلق من توجيه أصابع الاتهام إليه، خاصة أن رأس مورستان قد ضرب زاوية الصندوق في أثناء سقوطه. عانى شولتو أيضًا من حالة صحية سيئة وتضخم في الطحال (ربما بسبب الملاريا، إذ توجد زجاجة كينين بجانب سريره دائمًا). ازدادت صحته سوءًا بعد تلقيه رسالة من الهند في أوائل عام 1882. كان شولتو على فراش الموت عندما استدعى ولديه واعترف بموت مورستان، وكان على وشك الكشف عن موقع الكنز عندما بكى فجأة قائلًا «أبقيه خارجًا» قبل لفظه أنفاسه الأخيرة. لمح الأبناء المشوشون وجهًا من النافذة، ولم يكن هناك إلا أثر خطوة واحدة في التراب. وُجد على جثة والدهم مذكرة مكتوب عليها «علامة الأربعة». تشاجر كل من الأخوين حول ما إذا كان ينبغي ترك إرث لماري مورستان، وترك ثاديوس شقيقَه بارثولوميو وأخذ المسبحة وأرسل اللآلئ لماري. كان السبب وراء إرسال الرسالة هو إيجاد بارثولوميو الكنزَ وتوقعه مطالبة ثاديوس وماري بتقسيمه بينهما.
عُثر على بارثولوميو مسمومًا في منزله والكنز مفقود. أخذت الشرطة ثاديوس مشتبهًا به، ولكن هولمز استنتج أن هناك شخصان متورطان في جريمة القتل: رجل بساق واحدة، وهو جوناثان سمول، إلى جانب شريك آخر. تبعهم هولمز إلى مكان هبوط القوارب حيث استأجر سمول لنجًا كُتب عليه اسم أورورا. تتبع هولمز وفرقة شارع بيكر اللنج وذلك بمساعدة الكلب توبي. طارد هولمز وواتسون الأورورا وتمكنوا من القبض عليه، وتسببت هذه العملية بمقتل شريك سمول بعد محاولته قتل هولمز بسهم سام. حاول سمول الهرب، ولكن قُبض عليه في النهاية. وُجد صندوق الكنز فارغًا وزعم سمول أنه ألقى الكنز على ضفة النهر في أثناء المطاردة.
يعترف سمول أنه قبل سنوات كان جنديًا من جنود باف (فوج المشاة الثالث) في الهند وفقد ساقه اليمنى في حادث سباحة بسبب تمساح. حدثت ثورة الهند لعام 1857 بعد مرور بعض الوقت عندما كان مشرفًا على زراعة الشاي هناك، واضطر إلى الفرار لإكمال حياته في قلعة أغرا. تعرض سمول حينها إلى هجوم اثنين من جنود السيخ الذين أعطوه خيارين، إما القتل أو أن يكون شريكًا في قتل خادم متنكر من خدم الراجا (الملك) الذي أرسله مع ثروة قيّمة مكونة من اللؤلؤ والمجوهرات إلى البريطانيين للاحتفاظ بها وحمايتها. نُفِّذت عمليتا السرقة والقتل، ولكن كُشفت ملابسات الجريمة بعدها ما عدا المجوهرات. حُكم على سمول بعقوبة جزائية في جزر أندامان، وسمع بعد 20 عامًا أن جون شولتو خسر الكثير من أمواله في القمار ولا يمكنه حتى بيع تكليفه؛ ولهذا سيتعين عليه الاستقالة. استغل سمول فرصته وعقد صفقة مع شولتو وآرثر مورستان، وبدأت الصفقة باستعادة شولتو الكنز وإرسال قارب لنقل سمول والسيخ في المقابل.
لم يلتزم شولتو بالصفقة وترك كلًا من مورستان وسمول وسرق الكنز لنفسه بعد أن ورث ثروة من عمه. تعهد سمول بالانتقام، فتمكن بعد أربعة أعوام من الهروب من جزر أندامان مع أحد سكان الجزيرة المسمى تونجا بعد أن قتل كلاهما حارس السجن. صدم خبر هروبه شولتو ما أدى إلى إصابته بمرضه القاتل. وصل سمول متأخرًا وعرف بموقع الكنز، ولكنه ترك ملاحظة تشير إلى اسم الاتفاق بينه وبين شركائه السيخ الثلاثة. عثر بارثولوميو على الكنز بعدها، فخطط سمول لسرقته فقط، وبرر قتل تونجا لبارثولوميو بسوء تفاهم حصل في أثناء العملية. ادعى سمول أن كنز أغرا لم يجلب سوى الحظ السيئ لأي شخص كان على تماس معه، فقُتل الخادم وعاش شولتو مع الخوف والشعور بالذنب، وخضع سمول للعبودية مدى الحياة، فقضى نصف حياته يبني الحواجز في جزر أندامان، وبقية حياته وهو يحفر في سجن دارتمور.
تُركت ماري مورستان دون الجزء الأكبر من كنز أغرا، رغم حصولها على بقية المسبحة. وقع جون واتسون في حب ماري لاحقًا وطلب الزواج منها ووافقت.

## الفصول
تحتوي الرواية على 12 فصلاً وهي:
1. علم الاستنتاج
2. بيان القضية
3. البحثُ عن حل
4. قصة ذي الرأس الأصلَع
5. مأساة بونديتشيري لودج
6. شيرلوك هولمز يُقدِّم شرحًا
7. حادثة البرميل
8. قوات شارع بيكر غير النظامية
9. الحلقة المفقودة
10. نهاية رجل الجزيرة
11. كنز أجرا العظيم
12. قصة جوناثان سمول الغريبة

## الترجمة العربية
- علامة الأربعة، مؤسسة هنداوي، ترجمة سارة ياقوت ومراجعة زينب عاطف.[7]
- عصابة الأربعة، ترجمة سمية فلو عبود، دار صوت الناس.
- الكنز المفقود، دار الهلال.